# Lijst van erkende havezaten in het Kwartier van Zutphen
Dit is een lijst van de 36 erkende havezaten in het Kwartier van Zutphen 1750
| Erkenning | Naam havezate               | Eerste vermelding                                          | Bestaand/ verdwenen | Landdrost-/scholt-/ richterambt | Buurschap/ dorp/stad     | Huidige gemeente          | Huidige situatie | Rijks-/gemeentelijk monument                                                  | Afbeelding                                               |
| --------- | --------------------------- | ---------------------------------------------------------- | ------------------- | ------------------------------- | ------------------------ | ------------------------- | --- | ----------------------------------------------------------------------------- | -------------------------------------------------------- |
| 1750      | Ampsen                      | 1105                                                       | Bestaand            | Lochem                          | Ampsen                   | Lochem                    | Stedebouwkundig- en architectuurbureau | Rijksmonument onderdeel van complex Buitenplaats Ampsen                       |                                                          |
| 1750      | Barlham                     | 1178                                                       | Verdwenen           | Doesburg                        | Laag-Keppel              | Doetinchem                | Boerderij 'Barlham', T-boerderij uit begin 20ste eeuw in de nabijheid van de motte-achtige heuvel van de oorspronkelijke havezate | Rijksmonument Herinnering aan de plek Boerderij Barlham                       |                                                          |
| 1750      | Beurse                      | begin 14de eeuw te Meddo recht in 1741 naar Clevenhorst () | Verdwenen (?)       | Lochem (Bronckhorst)            | Meddo (Hummelo)          | Winterswijk (Bronckhorst) | Boerderij 'de Buurse' te Meddo ca. begin 20ste eeuw en een gedeelte van de oude slotgracht |                                                                               | Boerderij "De Beurze", aanzicht - Meddo - 20152129 - RCE |
| 1750      | Boedelhof                   | 1378                                                       | Bestaand            | Lochem                          | Eefde                    | Lochem                    | 5 nieuwe landhuizen | Rijksmonument                                                                 | Boedelhof 2010                                           |
| 1750      | Brandsenburg                |                                                            |                     |                                 | Baak                     | Bronckhorst               | |                                                                               |                                                          |
| 1750      | Cloese                      | 1520                                                       | Bestaand            | Lochem                          | Lochem                   | Lochem                    | Deels particulier eigendom en deels een woningbouwvereniging. Het huis is opgesplitst in meerdere luxe woningen. |                                                                               | "De Cloese" castle in Lochem (The Netherlands) 06        |
| 1750      | Den Dam (havezate in Eefde) | 1399                                                       | Bestaand            |                                 | Eefde                    | Lochem                    | Particulier bezit en bewoond door familie van Rosenthal. | Rijksmonument onderdeel van complex Historische buitenplaats Den Dam te Eefde | Den Dam in Eefde 2013                                    |
| 1750      | Diepenbroek                 |                                                            |                     |                                 | Lochem                   | Lochem                    | |                                                                               |                                                          |
| 1750      | Dorth                       |                                                            |                     |                                 | Harfsen                  | Lochem                    | |                                                                               |                                                          |
| 1750      | De Ehze                     | ca. 1300                                                   | Bestaand            |                                 | Almen                    | Lochem                    | Homovriendelijk verzorgingshuis voor dementerenden |                                                                               | Havezate De Ehze in 1743                                 |
| 1750      | Enghuizen                   |                                                            |                     |                                 | Hummelo                  | Bronckhorst               | |                                                                               |                                                          |
| 1750      | Hackfort                    |                                                            |                     |                                 | Vorden                   | Bronckhorst               | |                                                                               |                                                          |
| 1750      | Hagen                       |                                                            |                     |                                 | Doetinchem               | Doetinchem                | |                                                                               |                                                          |
| 1750      | Holthuizen                  |                                                            |                     |                                 | Steenderen               | Bronckhorst               | |                                                                               |                                                          |
| 1750      | Kell                        |                                                            | Verdwenen           |                                 | Angerlo                  | Zevenaar                  | |                                                                               | Muurrestant Huis Kell                                    |
| 1750      | Kemnade                     | 1475                                                       | Bestaand            |                                 | Doetinchem               | Doetinchem                | Sinds 1955 eigendom van en vanaf 1986 definitief bewoond door Johan (1924-2007) en Agnies (1927-2013) Beelaerts van Blokland. Zij overleden beiden op de Kemnade.                                                                                        | Rijksmonument onderdeel van complex Historische buitenplaats De Kemnade       | De Kemnade op een prent uit 1720                         |
| 1750      | Keppel                      |                                                            |                     |                                 | Laag-Keppel              | Bronckhorst               | |                                                                               |                                                          |
| 1750      | Langen                      |                                                            |                     |                                 | Lochem                   | Lochem                    | |                                                                               |                                                          |
| 1750      | Leemkuil                    |                                                            |                     |                                 | Hengelo                  | Bronckhorst               | |                                                                               |                                                          |
| 1750      | Lichtenberg                 |                                                            |                     |                                 | Silvolde                 | Oude IJsselstreek         | |                                                                               |                                                          |
| 1750      | Marhulsen                   | 1299                                                       | Verdwenen           |                                 | Groenlo                  | Oost Gelre                | Marhulsen verloor in 1764 het recht van havezate. Het huis is in 1786 afgebroken, er is niets van over. |                                                                               | Marhulsen 17de eeuw                                      |
| 1750      | De Marsch                   |                                                            |                     |                                 | Zutphen                  | Zutphen                   | |                                                                               | Havezate De Marsch 1730                                  |
| 1750      | 't Medler                   | 1483                                                       | Bestaand            |                                 | Vorden                   | Bronckhorst               | Particulier bewoond | Rijksmonument onderdeel van complex Historische buitenplaats 'Het Medler'     | Havezate 't Medler 1949                                  |
| 1750      | Nettelhorst                 | 1379                                                       | Ruïne               | Lochem                          | Nettelhorst (buurtschap) | Lochem                    | Het huis is in 1875 gesloopt. De ruïne met omliggend park is eigendom van Stichting Twickel | Rijksmonument onderdeel van complex Historische buitenplaats 'Nettelhorst'    | Havezate De Nettelhorst 1743, J.de Beyer - RCE           |
| 1750      | Oud Oolde                   | vóór 1367                                                  | Verdwenen           |                                 | Laren                    | Lochem                    | |                                                                               |                                                          |
| 1750      | Oolde                       |                                                            |                     |                                 | Laren                    | Lochem                    | |                                                                               |                                                          |
| 1750      | Overlaer                    |                                                            |                     |                                 | Lochem                   | Lochem                    | |                                                                               |                                                          |
| 1750      | Ruurlo                      |                                                            |                     |                                 | Ruurlo                   | Berkelland                | |                                                                               |                                                          |
| 1750      | Rijsselt                    |                                                            |                     |                                 | Eefde                    | Lochem                    | |                                                                               |                                                          |
| 1750      | 't Suideras                 |                                                            |                     |                                 | Vierakker                | Bronckhorst               | |                                                                               | Suideras voor 1892                                       |
| 1750      | Ulenpas                     |                                                            |                     |                                 | Hoog-Keppel              | Bronckhorst               | |                                                                               |                                                          |
| 1750      | 't Velde                    |                                                            |                     |                                 | Warnsveld                | Zutphen                   | |                                                                               |                                                          |
| 1750      | Verwolde                    |                                                            |                     |                                 | Laren                    | Lochem                    | |                                                                               |                                                          |
| 1750      | De Voorst                   |                                                            |                     |                                 | Warnsveld                | Zutphen                   | |                                                                               |                                                          |
| 1750      | Vorden                      | 1315                                                       | Bestaand            |                                 | Vorden                   | Bronckhorst               | |                                                                               | Kasteel Vorden 2010                                      |
| 1750      | Walfort                     | 1402                                                       | Bestaand            | Lochem                          | Aalten                   | Aalten                    | | Rijksmonument                                                                 | Jan de Beijer, Walfort in 1743                           |
|           | Baerle                      | voor 1340                                                  |                     |                                 | Greffelkamp              |                           | afgebroken, historische boerderij op dezelfde locatie is gemeentelijk monument. |                                                                               |                                                          |
|           | Luynhorst                   | 1340                                                       | bestaand            |                                 | Greffelkamp              | Montferland (gemeente)    | bestaand, dak van het achterhuis is weg, muren zijn nog aanwezig | Rijksmonument                                                                 |                                                          |
|           | Huis Dijck                  | voor 1346                                                  | bestaand            |                                 | Oud-Dijk                 | Montferland (gemeente)    | bestaand. |                                                                               |                                                          |
|           | Overeng                     | 14e eeuw                                                   |                     |                                 | Loil                     | Montferland (gemeente)    | Huize Overeng (ook "Groot" Overeng genoemd) Afgebroken in circa 1970. De bijbehorende (in rond 1900 herbouwde) Hoeve Klein-Overenk is afgebroken in circa 2017. De tegenwoordige bebouwing van beide landgoederen dragen nog steeds hun naam.            |                                                                               |                                                          |
|           | Nevelhorst                  | voor 1570                                                  |                     |                                 | Greffelkamp              | Montferland (gemeente)    | gesloopt in 1840, waarna in de nabije omgeving van het terrein een enorme zandafgraving heeft plaatsgevonden tijdens de tweede wereldoorlog voor de aanleg van snelwegen. Nu is daar een natuur plas en natuurgebied met de naam "Nevelhorst" gevestigd. |                                                                               |                                                          |
|           |                             |                                                            |                     |                                 |                          |                           | |                                                                               |                                                          |
|           |                             |                                                            |                     |                                 |                          |                           | |                                                                               |                                                          |

Ampsen · Barlham · Beurse · Boedelhof · Brandsenburg · Cloese · Den Dam · Diepenbroek · Dorth · De Ehze · Enghuizen · Hackfort · Hagen · Holthuis · Kell · Kemnade · Keppel · Langen · Leemkuil · Lichtenberg · Marhulsen · De Marsch · 't Medler · Nettelhorst · Oolde · Oud Oolde · Overlaer · Roderlo · Rijsselt · 't Suideras · Ulenpas · 't Velde · Verwolde · De Voorst · Vorden · Walfort